# Alain Gili
Pour les articles homonymes, voir Gili.
Alain Gili, né le 21 février 1946 à La Chapelle-Saint-Mesmin (Loiret), est un animateur ( théâtre , cinéma, arts ) et écrivain français, producteur associatif de littérature et de chansons. Première activité avec les Bergamasques (association de théâtre et de cabaret : Castelnou (Aspre, pays catalan), Orléans (Val de Loire), de 1959 à 1968. Après Mars 75, à La Réunion, il s'enthousiasme pour l'Ecrire et les « Ecrivants », puis milite pour une grande ouverture sur les cinémas des peuples, ceux d' Afrique et des îles, de leurs diasporas : via l'Ader , Village-Titan, et la F. Abel Gance puis au Port (Pointe des Galets) par la création du festival FIFAI.

## Biographie
Petit-fils du peintre Eugène Prévost-Messemin et fils du sculpteur français Marcel Gili et du peintre Madeleine Prévost, il est né le 21 février 1946 près d'Orléans, à La Chapelle-Saint-Mesmin, village paysan et ouvrier des bords de Loire.
Le milieu artistique du père et de la mère, voué au pays catalan de France, le pousse à faire du théâtre très jeune en Catalogne, à Castelnou, village féodal, avec une initiation par Monique Couturier, et par le dramaturge, comédien, écrivain Rodolfo Vinas, auteur du son et lumière du village (AMICS,1956, voulu par le sénateur Léon-Jean Gregory et le maire Josep Faliu). Puis, dans le Val de Loire, il participe au théâtre du lycée Pothier (rôle de Knock), et à la création, en 1962, de La Comédie de Sologne avec Joèle Lessard et Claude Quétard : création de Les nuées d'André Sereni (1963) d'après Aristophane.
Stage ATAC à la MCO créée par Olivier Katian : assistant pour le spectacle itinérant Le passeur de Loire (1973). À Tours : études de Sociologie (Jean Duvignaud, Georges Lapassade). C'est pour travailler dans l'action culturelle qu'il se voit proposer dès mars 1975 (à la suite de ce stage national ATAC-ANFIAC d'animateur de Maisons de la Culture), un poste au CRAC, Centre Réunionnais d'Action Culturelle, qui fait office de Maison de la Culture de La Réunion.
Il y reprend un atelier-théâtre créé par Jean-Claude Pollet deux ans avant, et crée La vie moderne no 1, en août 1975, spectacle composite, où accepte de jouer la comédienne Julienne Salvat, textes inédits de Philippe Bertrand, d'André Sereni, et la pièce Sorko de Rodolfo Vinas. Puis il y monte Sakuntala, conçu pour le théâtre en plein air de Saint Gilles, d'après Kâlidasa, adaptation de Jean-Claude Carpanin Marimoutou, monté par le Club Tamoul de M. Canaguy et le CRAC. Parmi un groupe élargi de réunionnais, il fut l'un des fondateurs en juillet 1975 de l'Association des écrivains réunionnais, ADER. Il lance avec le CRAC le concours littéraire TOUT DIRE 1975.
Enseignant après avoir été journaliste permanent à la création du Quotidien, il y crée en pigiste permanent le page hebdo La vie culturelle, (1976-1980), qui célèbre le monde créole, explore la culture populaire, loin des cercles, et s'investit dans tous les débats culturels. Il créera la revue-fanzine littéraire Vois !, après 1985. Il devient également Président en 1987 de la Fédération Abel Gance (FAG), organisme militant issu de la Cinémathèque de La Réunion, créée par Yves Drouhet , dynamisée par Georges Boissier, Henri Courtès, et Dominique Picardo. Il crée à la FAG des fonds inédits : classiques du cinéma, art du documentaire, et inaugure un fonds océan Indien. Egalement : films sur la vie des sociétés, films de femmes, cinéma historique, expérimental , films des peuples. Créations de cinéma des Régions d'Europe.
En 1975, il rencontre l'artiste réunionnais Alain Séraphine et participe à la plupart de ses innovations. Celui-ci l'invitera plus tard en 1983 à la fondation, après l'Atelier Portois, de l'association Village Titan. Cet outil culturel lui permettra d'achever en 1984 -85 un travail initié à l'Ader (site en construction en 2019) qui édita pour la première fois en textes (1981, La misère en poundiaque) les écrits du chanteur-compositeur Alain Peters. Village-Titan-ILOI furent les premiers producteurs, après un seul morceau édité par M. Cham Kan Su, disques Royal à Saint-Joseph.
Dès 1977, en effet, il avait fait la promotion de la poésie de « chansonèr » (expression de Pierrot Vidot) Jean Albany par la cassette Chante Albany!  (affiche de Patrick Pion) qu'il produira avec l'Ader. Artistes : Jean-Michel Salmacis, Pierrot Vidot, Alain Peters, Hervé Imare chantant des textes du poète. Jean Albany y dit (dans la cassette seulement) son texte Savon bleu.
Plus tard, dès 1987, et en 88, il suscitera avec Guy Alphonsine et tous les amis du poète-peintre réunionnais Jean Albany un film biographique, mais « de pure poésie d'images et de sons » (la presse), réalisé par Jacques Baratier en 1992, Mon île était le monde : La Réunion de Jean Albany et de ses amis.
Après des débuts de journalisme en 1967, à La Nouvelle République du centre Ouest, agence d'Orléans (stage), il vit pleinement l'expérience à La Réunion après Septembre 1976 : Le Quotidien de La Réunion dès Sept 1976 lors de la création de ce journal par Maximin Chane Ki Chune, puis comme collaborateur permanent dans les hebdos L'écho et Visu (1986-1998). En 1984-85, il anime Le magazine culturel, avec Marie Christine Nivet et Jean François Sam Long, sur RFO-RADIO.
Alain Gili crée en 1993 les Journées du film d'Afrique et des îles, dans le sillage de plusieurs associations, qui deviendront dix ans après le FIFAI, Festival du Film d'Afrique et des îles, ville du PORT, avec l'ESBAR, Village Titan - centre culturel - et une pléiade d'associations, à La Réunion comme à Mayotte où elles deviennent les Rencontres du film d'Afrique et des îles.
Le Village-Titan, créé par Alain séraphine en 1983, sera à l'origine de l'École supérieure d'art de la Réunion, ESBAR, de l'ILOI, qui est son nouveau nom. Village Titan est à l'origine d'une multitude de destins artistiques. Village-Titan fut le premier bénéficiaire, grâce à Yves Drouhet et Paul Vergès, de la première convention culturelle-Ville du Port, en 1983.
La poésie et les nouvelles d'Alain Gili, en de rares publications, (ex.Manapany Express, 1998 Ed Ader, Aux îles Présioume Ed. Surya, 2009) « explorent sans concession (de clarté convenue), dans un goût prononcé de l'onirisme infusant le réel, le choc de la modernité sur l'île et ses effets pervers. » (La Presse).

### Poésie
- Farlangue Loiret… ; Nuits d'amour sur piton l'Ange, Le Port, Ti Kabar, coll. « Ti-Kabar » (no 1), 1983 (OCLC 492805315)
- 800 km à l'est de Tamatave ; suivi de Toamasina aterla (suivie d'un texte de Carpanin Marimoutou de 1980 pour la 1ère version), Editions Goutte d'eau dans l'océan, coll. « Ti-Kabar » (no 6), 1990, 161 p. (OCLC 25411746)
- Affleurements de rails : île de la Réunion, Saint-Denis, Éd. Ader, 2004, 91 p. (ISBN 9782950728265, OCLC 470306559)
- Avionèr, Ille-sur-Têt, Éd. K'A, 2009, 43 p. (ISBN 9782910791698, OCLC 758468450)
- Mascar soir (extrait de l'exposition internationale Horizontes Insulares), Ille-sur-Têt, Éd. K'A, 2016, 45 p. (ISBN 9791091435345, OCLC 957660969)

## Vidéos
- A la recherche d'images d'Alain Peters, avec des documents de Jacques Barre et de Jacques Baratier, Maquette, 1996.
- Parle Azéma, (première partie), avec Louis Gonzague Hubert, et des documents de Jacques Baratier, de RFO-actualités, sur le poète réunionnais Jean Henri Azéma. Maquette. 1996.